# 2129 Cosicosi
2129 Cosicosi је астероид главног астероидног појаса чија средња удаљеност од Сунца износи 2,181 астрономских јединица (АЈ).
Апсолутна магнитуда астероида је 13,7.